# I pirati fannulloni
I pirati fannulloni (The Pirates Who Don't Do Anything: A VeggieTales Movie) è un film d'animazione del 2008 diretto da Mike Nawrocki e basato sui personaggi della serie animata VeggieTales.

## Trama
Dopo aver attaccato ed essersi imbarcato su una delle navi del Regno di Monterria, il pirata Robert "il terribile" cattura il principe Alexander e manda i suoi uomini in cerca della principessa Eloise. Eludendo i pirati, Eloise e il suo fedele servitore Willory fuggono e inviano un dispositivo, detto È un cerca aiuto, che il re ha costruito per trovare degli eroi che possano salvare il principe e la principessa.
Giorni nostri. George, il pigro Sedgewick e il timido Elliot sono impiegati a teatro e sognano di diventare degli eroi per rendere orgogliose le rispettive famiglie. Dopo aver rovinato lo spettacolo, tuttavia, vengono licenziati e gettati in un vicolo, dove È un cerca aiuto li teletrasporta a Monterria, dove stringono una forte amicizia con Eloise e Willory, e, insieme ai suoi amici, George si dirige alla taverna di Jolly Joe. Lì apprende che Robert ha rapito il principe allo scopo di vendicarsi del re. George decide allora di mettersi alla ricerca del nascondiglio di Robert, ma gli uomini di quest'ultimo riescono a catturare e a portare via Eloise e Willory per ricattare il principe Alexander affinché gli riveli quando tornerà il re. Il trio decide di inseguire i pirati, affrontando numerosi pericoli come i riccioli di formaggio viventi, una famiglia di mostri di roccia e un serpente gigante.
Entrati nella fortezza di Robert, il trio salvano il principe e la principessa, dopo aver affrontato faccia a faccia Robert. George, usando un lampadario, riesce, tuttavia, a sconfiggere il pirata, e scappa con gli altri attraverso una cisterna della fortezza. Malgrado tutto, però, Robert ordina di aprire il fuoco sulla piccola barca del gruppo, il quale viene, però, salvato in tempo dal re, che affonda la nave di Robert.
Il trio viene premiato per l'aiuto dato È un cerca aiuto riporta i tre amici al ristorante. Tuttavia, anche Robert è riuscito a teletrasportarsi sul luogo e attacca il set teatrale e Sir Frederick, scambiato per George. Il trio riesce nuovamente a sconfiggere Robert. Alla fine i tre decideranno, tuttavia, di partire in cerca di avventura.

## Produzione
Phil Vischer completò la sceneggiatura del film nel 2002 (prima che uscisse La maledizione della prima luna). Ma a causa della bancarotta e del buyout delle attività di Big Idea Productions, la produzione non ha girato il film fino alla fine del 2005.

## Critica
Sull'aggregatore Metacritic il film ha ricevuto un punteggio di 49/100 sulla base di 13 "recensioni miste o medie". Su Rotten Tomatoes, il film ha ottenuto una valutazione del 39% basata su 33 recensioni: "Questo Veggietale dovrebbe soddisfare le folle più giovani, ma la sceneggiatura sciocca farà affaticare lo spettatore più perspicace". Nonostante le recensioni miste, gli utenti del sito erano più favorevoli con una valutazione del 62%. Il film ha guadagnato $ 12,7 milioni su un budget stimato di $ 15 milioni. Il film è uscito in DVD il 14 ottobre 2008.

## Canzoni
1. Spanish Gold (Veggies)
2. Jolly Joe's (Jolly Joe e il pirata della taverna)
3. Yo Ho Hero (Newsboys e Steve Taylor e dal Trio)
4. Papa's Got a Gumball Nellie (Elliot)
5. Walking Rocks (Elliot)
6. Spanish Gold Reprise (Veggies)
7. The Pirates Who Don't Do Anything (Relient K)
8. Rock Monster (parodia di Rock Lobster dei The B-52s)
9. What We Gonna Do ? (TobyMac)
10. The Right Thing (Mandisa)